# Neuhauser-Polka
Neuhauser-Polka, op. 137, är en polka av Johann Strauss den yngre. Den framfördes första gången den 18 september 1853 i Wien.

## Historia
Strax före årsskiftet 1852/1853 kollapsade Johann Strauss den yngre efter att ha arbetat för mycket. För att återhämta sig avreste Strauss från Wien den 25 juli först till Bad Gastein nära Salzburg. Därifrån reste han vidare till kurorten Bad Neuhaus (dagens Celje i Slovenien) där han stannade till mitten av september. Under tiden komponerade han polkan, som är tillägnad vilotiden i staden. Den 18 september stod det att läsa i Theatherzeitung: "I afton kommer Herr Kapellmästare Strauss, helt återställd efter sin sjukdom, att dirigera sin orkester för första gången i Ungers Casino." Vid tillfället framförde Strauss två nya kompositioner: Neuhauser-Polka och Wiedersehen-Polka (op. 142). En litografi föreställande sanatoriet i Neuhaus i alpmiljö pryder omslaget till klaverutdraget.

## Om polkan
Speltiden är ca 3 minuter och 33 sekunder plus minus några sekunder beroende på dirigentens musikaliska tolkning.